# Allium atropurpureum
Allium atropurpureum là một loài thực vật có hoa trong họ Amaryllidaceae. Loài này được Waldst. & Kit. mô tả khoa học đầu tiên năm 1800.

## Hình ảnh

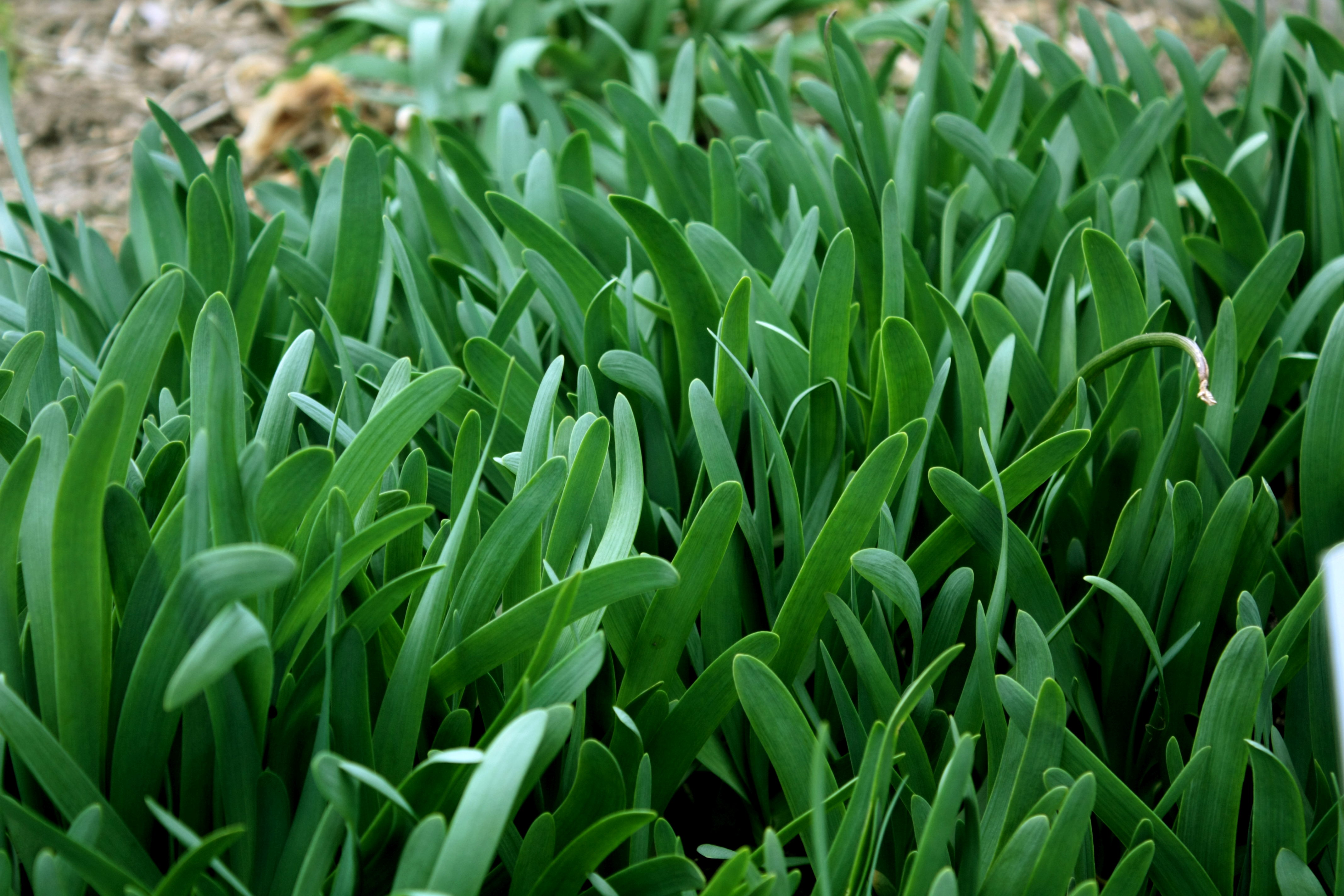
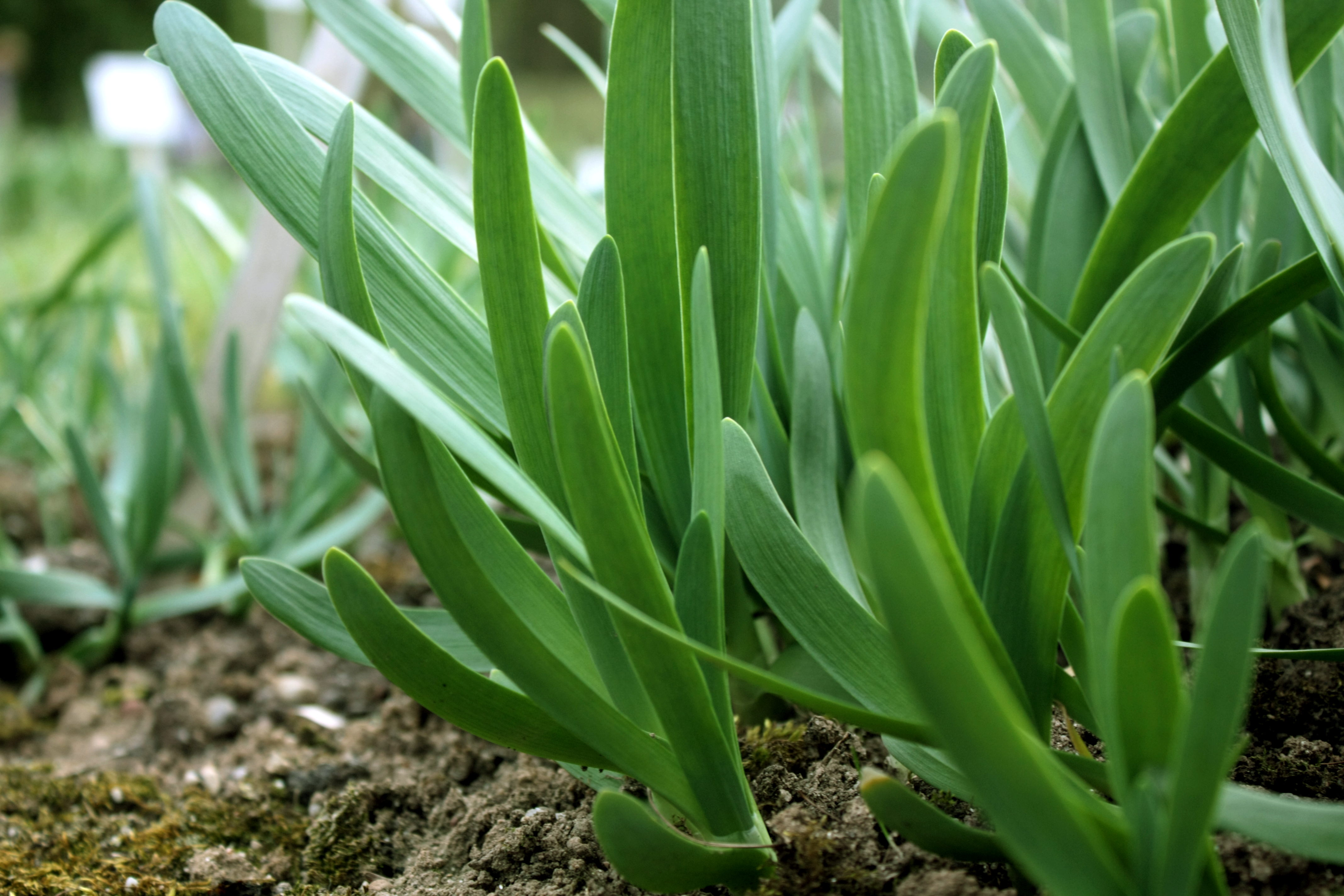
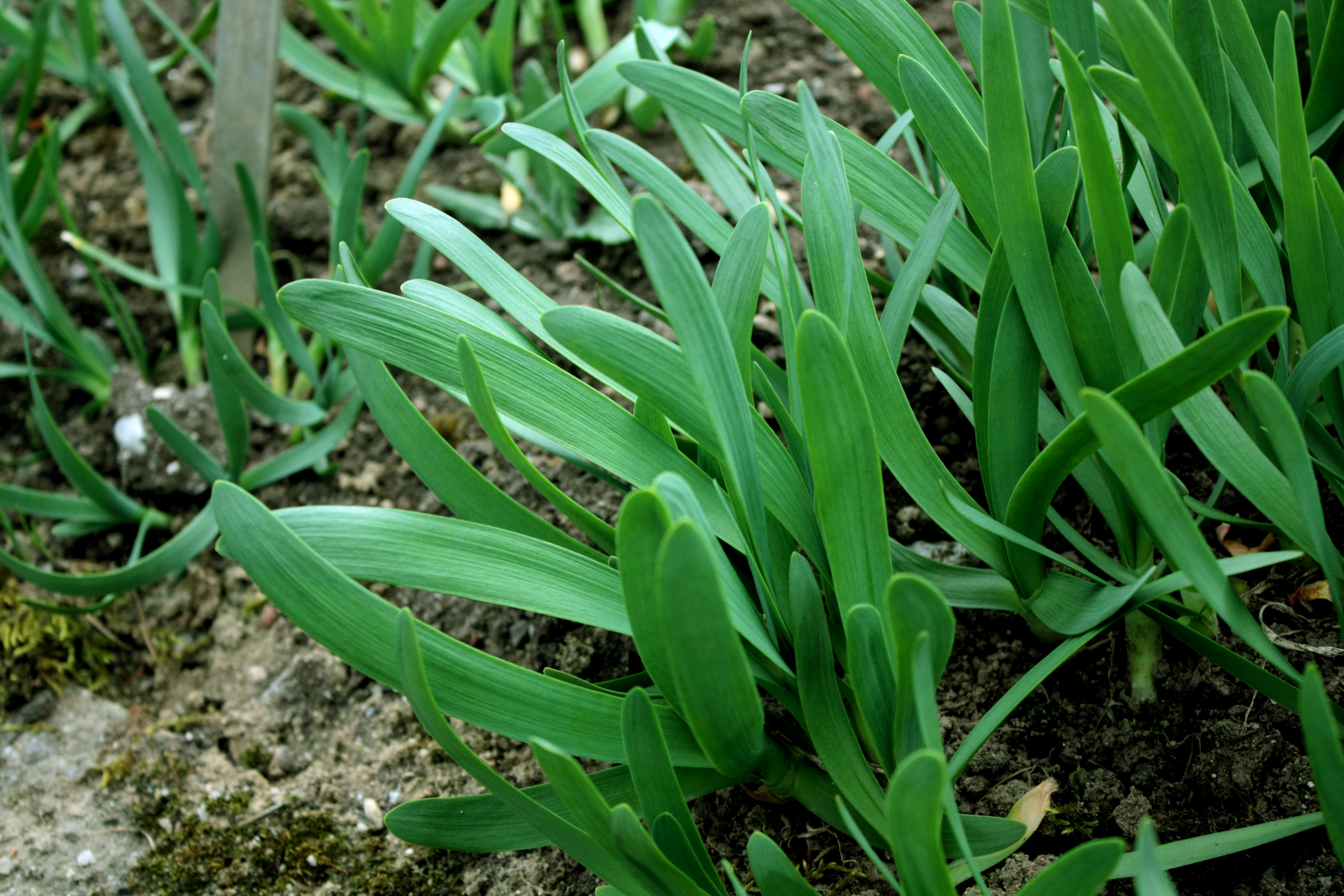
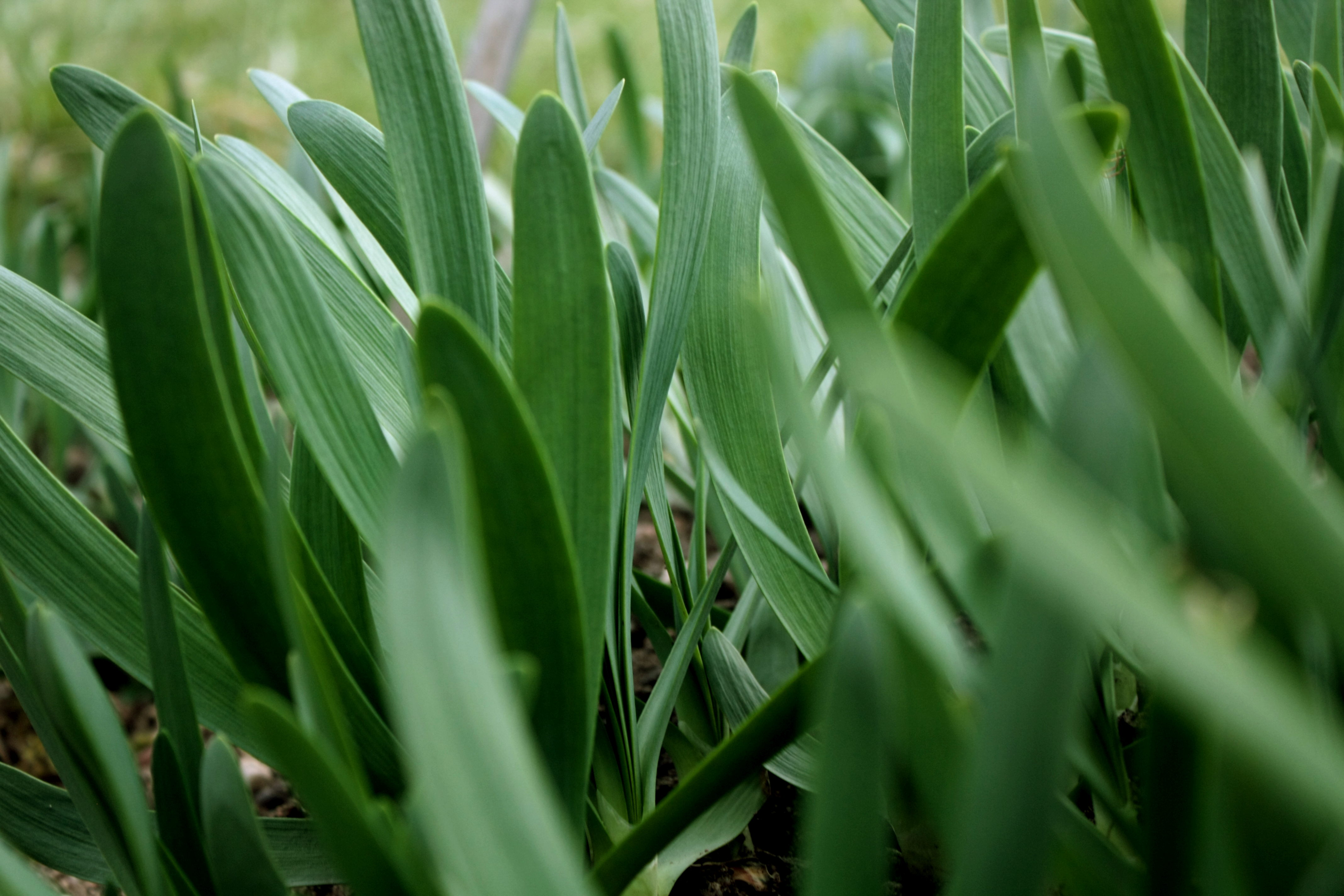